# Sławomir Makaruk (podróżnik)
Sławomir Makaruk, pseud. Makaron (ur. 4 października 1963) – polski podróżnik, fotograf, zawodowy nurek, kierownik wypraw (m.in. programu podróżniczego TVP2 Boso przez świat), instruktor nurkowania, ratownik ochotnik TOPR, instruktor jazdy offroadowej. Syn mgr inż. lotnictwa Wiesławy Łaneckiej-Makaruk i inż. lotnictwa, pilota doświadczalnego Sławomira Makaruka.

## Edukacja
Absolwent liceum im. Andrzeja Frycza Modrzewskiego w Warszawie oraz Studium Fotograficznego. Studiował na Wydziale Geografii i Studiów Regionalnych Uniwersytetu Warszawskiego. Posługuje się biegle językami: polskim, rosyjskim, angielskim i hiszpańskim.

## Podróże
Sławomir Makaruk swoją pierwszą wyprawę odbył w 1983 roku (w wieku 19 lat), jadąc wraz z kolegami z WKP (Warszawskiego Klubu Płetwonurków) tarpanem do Meksyku. Później pracował jako poławiacz czarnego koralu na Morzu Karaibskim i na statku rybackim na Islandii. W roku 1991 wygrał polskie eliminacje do rajdu Camel Trophy – ekstremalnego rajdu odbywającego się w różnych częściach kuli ziemskiej, uznawanego za najtrudniejszy rajd offroadowy na świecie. Członek pierwszej polskiej ekipy uczestniczącej w rajdzie w Tanzanii i Burundi, a do roku 1996 organizator polskich i europejskich selekcji Camel Trophy. Od 1997 roku organizował selekcje w Polsce dla Marlboro Adventure Team. Kierownik wielu wypraw do odległych rejonów świata, takich jak Vanuatu, Tajlandia, Nepal, Sudan, Egipt, Meksyk, Belize. Jedną z jego najbardziej wspominanych wypraw była podróż w góry Uralu Subpolarnego, gdzie po przemierzeniu 400 km pieszo odbył 20-dniowy spływ tratwą.
W latach późniejszych organizator podróży i szkoleń dla Wielkiej Orkiestry Świątecznej Pomocy. Dla firm organizował nietypowe wyjazdy integracyjne i motywacyjne w niedostępne rejony świata, np. Jemen, Borneo, Honduras. Na przestrzeni lat 2001–2005 organizował dla zagranicznych partnerów wyprawy w poszukiwaniu skarbów na morzach południowych, wykorzystując swój statek „Harpooner”. Poprowadził także kilka ekspedycji ekip filmowych do Tunezji i północnej Afryki, a od połowy 2005 do 2007 roku zawodowo przewodził offroadowym wyprawom safari w Namibii.

## Programy telewizyjne
Współuczestniczył w produkcji wielu programów telewizyjnych z dziedziny motoryzacji (m.in. dla Macieja Zientarskiego i Włodzimierza Zientarskiego) oraz sportów ekstremalnych jako konsultant i uczestnik prób, m.in. do ponad 30 odcinków programu TVN Dla ciebie wszystko. Był kierownikiem wypraw Wojciecha Cejrowskiego po całym świecie – organizował logistykę ponad 100 odcinków i czuwał nad bezpieczeństwem ekipy telewizyjnej programu Boso przez świat. Był współproducentem programu Po mojemu w TVN Style oraz współprowadzącym wraz z Katarzyną Pakosińską programu Ekstremalna Kasia. Współpracował z zagranicznymi stacjami TV, organizując wyprawy ekip filmowych do odległych i niebezpiecznych rejonów świata takich jak: Ekwador, Kongo, Peru, kotlina Kalahari oraz wielu innych. W latach 2018–2019  prowadził wyprawy Przemka Kossakowskiego dla telewizji TTV, odwiedzając mn. Etiopię, Indie i Kenię.

## Nurkowanie
Od 1979 aktywny członek Warszawskiego Klubu Płetwonurków. W 1983 wziął udział w swojej pierwszej nurkowej ekspedycji do Meksyku, która sporządziła dokumentację kartograficzną i fotograficzną cenotes – zalanych wodą jaskiń na Jukatanie. W 1987 uczestniczył jako nurek i ratownik w akcji ratowniczej w V syfonie Jaskini Bystrej, w poszukiwaniu zaginionego słoweńskiego nurka. W 2000 roku zakupił wraz ze wspólnikiem 100-letni statek wielorybniczy „Ocean Defender”, który jako „Harpooner” służył do 2006 jako baza w ekspedycjach nurkowych na całym świecie. Od roku 2001 poprowadził wiele grup nurkowych do południowego Egiptu, Sudanu, na półwysep Jukatan i Azory, filmując wieloryby oraz poszukując wraków na Morzu Śródziemnym. W roku 2000 wraz z Markiem Michalakiem stanął na 110 m na dnie jeziora Hańcza jako jeden z pierwszych polskich nurków używających mieszanin gazowych. Posiadacz kilku rekordów Polski w dziedzinie nurkowania jaskiniowego. Członek The Explorers Club
.

## Camel Trophy
- 1991: Tanzania i Burundi
- 1992: Gujana
- 1993: Sabah i Malezja
- 1994: Argentyna, Paragwaj, Chile
- 1995: Belize, Meksyk, Gwatemala, Salwador i Honduras
- 1996: Kalimantan

## Ważniejsze wyprawy i podróże
- 1983	Meksyk i Belize – nurkowania jaskiniowe
- 1984	Meksyk i Belize
- 1985	Morze Czerwone
- 1986	Meksyk i Gwatemala
- 1986	Indie i Nepal
- 1986	Egipt
- 1987	Tajlandia i Malezja
- 1988	Islandia
- 1988	Egipt, Sudan – samochodem Nysa
- 1989	Karaiby – nurkowanie
- 1989	Egipt
- 1990	USA – podróż dookoła USA samochodem terenowym
- 1990	Subpolarny Ural
- 1992	Barbados
- 1993	Spitsbergen
- 1994	Jemen
- 1995	Albania – nurkowanie i wyprawa offroadowa
- 1996	Belize i Honduras – nurkowanie
- 1997	Egipt
- 1998	Wenezuela, Sierra Roraima – trekking w dżungli z Indianami Pemon
- 1998	Morze Czerwone – nurkowanie
- 1998	Mauritius – nurkowanie
- 1999	Chile, Góry Czarnoksiężnika – wspinaczka
- 1999	Floryda – nurkowania jaskiniowe
- 1999	Azory – nurkowania
- 1999	Jemen – projekt DHOW
- 2000	Egipt – nurkowanie
- 2000	Bahrajn – nurkowania na ławicach perłopławów
- 2002	Tunezja – pierwszy rejs Harpoonera
- 2003	Morze Czerwone – Harpooner
- 2004	Morze Czerwone – Harpooner
- 2004	Morze Południowochińskie – Harpooner
- 2005	Wenezuela
- 2005	Morze Czerwone i Śródziemne – Harpooner
- 2005	Namibia
- 2006	Namibia
- 2007  Ekwador
- 2007	Hiszpania/Portugalia
- 2007	Namibia
- 2007	Tunezja
- 2008	Meksyk
- 2008	Gwatemala
- 2008	Portoryko
- 2008	Archipelag Vanuatu
- 2008	Tyrol Południowy
- 2008	Madagaskar
- 2008	Namibia
- 2009	Meksyk
- 2009	Wenezuela
- 2009	Tajlandia
- 2009	Peru/Ekwador – plemiona łowców głów Jibaros (Achuar)
- 2009	Brazylia
- 2009	Namibia
- 2010	Kongo
- 2010	Ekwador – spływ rzekami w dżungli
- 2011	Etiopia – depresja Danakil i rzeka Omo
- 2011  Chiny
- 2012  Chiny – góry Wrót Smoka
- 2012  Indonezja, Moluki, Halmahera
- 2015  Kostaryka
- 2016  Chile Patagonia, próba wejścia na Volcano Maca
- 2017  Azory filmowanie wielorybów i podwodnych rybaków
- 2018 Etiopia, program „Kossakowski wtajemniczenie”
- 2019 Indie, program „Kossakowski wtajemniczenie”
- 2019 Kenia, program  „Kossakowski wtajemniczenie”
- 2022 Namibia Botswana offorad